# خوشه‌چین‌ها و من
خوشه‌چین‌ها و من (نام اصلی فرانسوی: Les glaneurs et la glaneuse) یک فیلم مستند فرانسوی محصول سال ۲۰۰۰ به کارگردانی انیس واردا است که انواع مختلف برداشت را نشان می‌دهد.